# Niedrożność tętnic obwodowych
Przewlekła niedrożność tętnic obwodowych powstaje najczęściej jako odpowiedź na miażdżycę tętnic.
Czynnikami, które podwyższają ryzyko są:
- nałóg nikotynowy
- nadciśnienie
- hipercholesterolemia
- cukrzyca
- nadwaga
- brak ruchu
- stres
- czasem zapalenie naczyń

Objawem niedrożności tętnic obwodowych jest chromanie przestankowe. Bóle pojawiają się poniżej miejsca, gdzie zwężają się tętnice, czyli łydki przy anomaliach na wysokości uda i podudzia; pośladki i tylna część uda – zwężenia w miednicy.
Jeśli następuje kompensacja, pacjent może iść dalej po przezwyciężeniu bólu i proces ten nazywa się ang. walking through. 
Inne objawy zależą od stopnia zaawansowania choroby i są to: uczucie zimna w "porażonym obszarze", zaburzenia czucia, nocny ból spoczynkowy, a w dalszych fazach też owrzodzenia i martwica (nekroza).
Stadia zaawansowania zmian niedokrwiennych według Fontaine'a
- I – bez dolegliwości
- IIa – ból przy wysiłku, trasa przebyta więcej niż 200 m
- IIb – ból przy wysiłku, trasa przebyta mniej niż 200 m
- III – ból podczas leżenia
- IV – ból spoczynkowy, martwica/zgorzel

## Leczenie
- uświadomienie pacjenta o wpływie czynników ryzyka na stan choroby, unikanie zranień – utrudnione gojenie, niezbyt gorące kąpiele (poniżej 35 °C)
- dieta antycukrzycowa
- farmakoterapia
- przezskórna angioplastyka – rozszerzenie za pomocą cewnika z balonikiem zwężenia tętnicy na krótkim odcinku.
- lokalna tromboliza – wlewy leków rozpuszczających złogi miażdżycowe
- operacje: np. by-pass
- amputacja, jeśli nie ma innych metod, przy nie dającym się opanować bólu, przy gangrenie z zagrożeniem rozprzestrzenienia zakażenia